# Hășmaș, Sălaj
Hășmaș este un sat în comuna Șimișna din județul Sălaj, Transilvania, România.

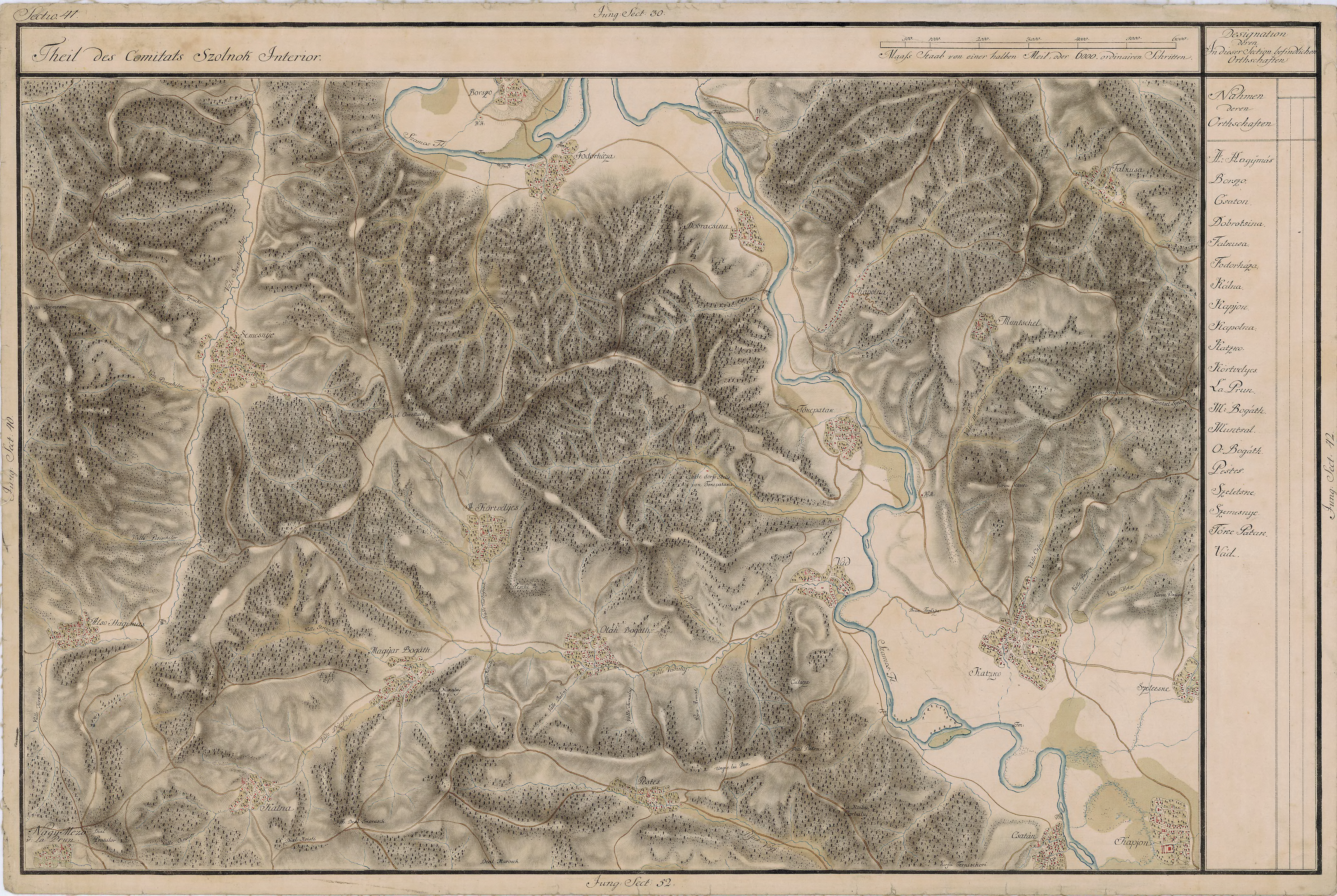
Hăşmaş în Harta Iosefină a Transilvaniei, 1769-1773

 Acest articol despre o localitate din județul Sălaj este deocamdată un ciot. Puteți ajuta Wikipedia prin completarea lui.